# Ернест Солвей
Ернест Солвей е белгийски химик, индустриалец и филантроп.

## Биография
Роден е на 16 април 1838 г. в град Ребек, Белгия. Поради заболяване не успява да учи в университет и на 21 години започва работа в химическата фабрика на чичо си. На 15 април 1861 г. патентова открития от него начин за получаване на натриев бикарбонат (сода). На 24 декември същата година основава фирмата „Solvay & Cie“ в съдружие с брат си Алберт. Две години по-късно откриват първата фабрика за производство на сода в град Кюле, Белгия. В периода от 1870 – 1880 година Ернест Солвей се заема с разрастването на компанията и създава фабрики във Великобритания, Франция, Германия, САЩ и Русия.
Ернест Солвей е човек с прогресивни социални идеи, които осъществява в собствените си предприятия. През 1878 въвежда социални осигуровки и пенсии за работниците си още преди това да е изисквано със закон. През 1897 въвежда 8-часов работен ден, а през 1913 – платени отпуски.
Използването на неговите патенти му донася значително богатство, което той използва за филантропски цели. Сред тях са създаването на няколко института към Брюкселския университет: по физиология (1895), по социология (1901), по физика (1912), по химия (1913), както и на бизнес училище, носещо до днес неговото име (1903).
През 1911 организира в Брюксел среща на най-известните физици и химици от онова време. Сред участниците са Мария Кюри, Алберт Айнщайн, Макс Планк, Ърнест Ръдърфорд, Анри Поанкаре, Валтер Нернст и Морис де Бройл. В следващите конгреси участват и Нилс Бор, Вернер Хайзенберг, Макс Борн и Ервин Шрьодингер. Тези срещи стават периодични и са наречени Солвеевски конгреси.
Ернест Солвей е избиран два пъти в Белгийския сенат, а в края на живота си е избран за Държавен министър.
Умира на 26 май 1922 година в Иксел, където е и погребан.